# Troy Dalbey
Troy Lane Dalbey (Cincinnati, 19 settembre 1968) è un ex nuotatore statunitense.

## Palmarès
Olimpiadi
- 2 medaglie:
  - 2 ori (staffetta 4x100 metri stile libero a Seul 1988, staffetta 4x200 metri stile libero a Seul 1988).

Mondiali
- 1 medaglia:
  - 1 argento (staffetta 4x200 metri stile libero a Perth 1991).

Giochi PanPacifici
- 3 medaglie:
  - 3 ori (staffetta 4x100 metri stile libero a Brisbane 1987, staffetta 4x200 metri stile libero a Brisbane 1987, staffetta 4x200 metri stile libero a Edmonton 1991).